# 丁字褲

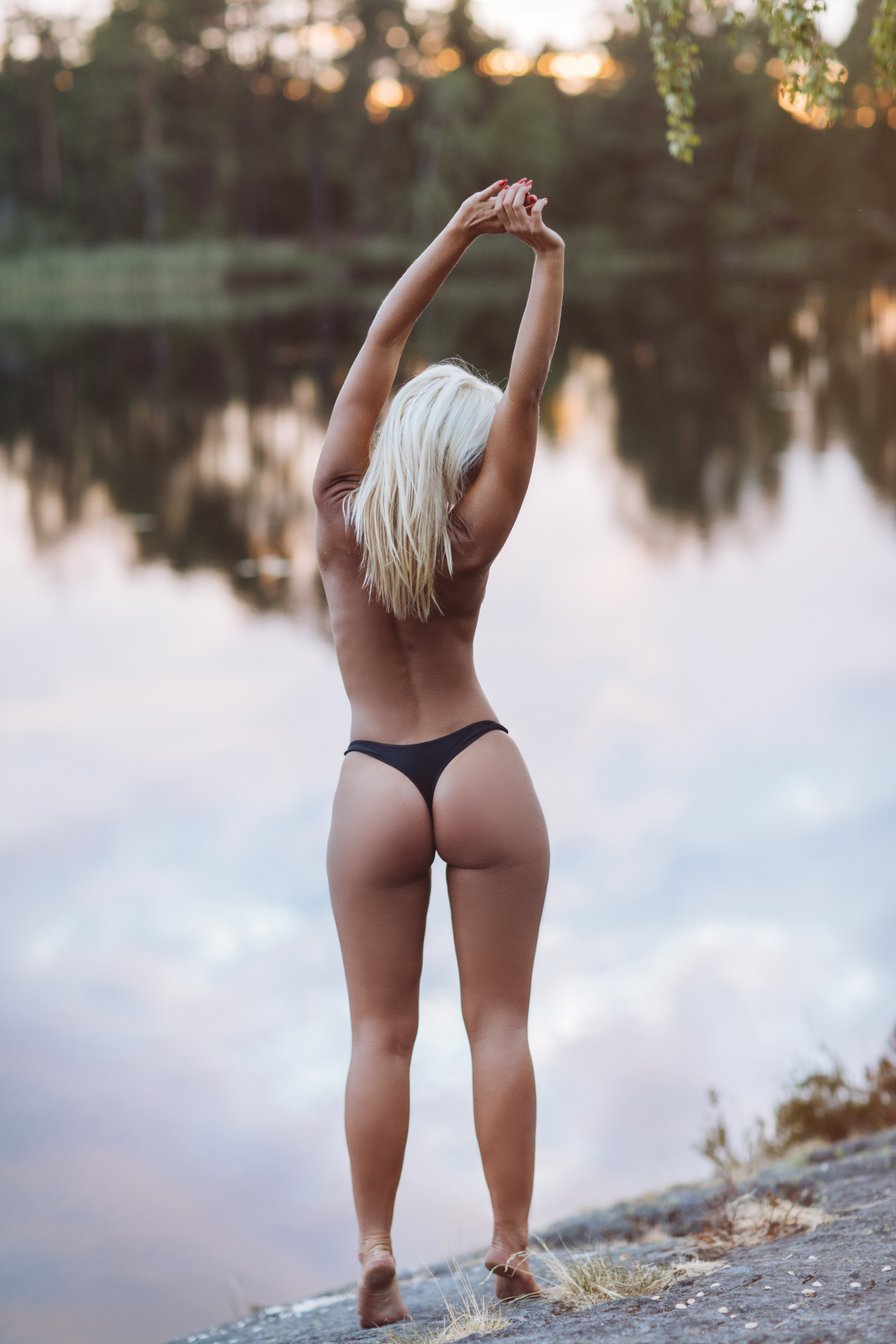
丁字褲

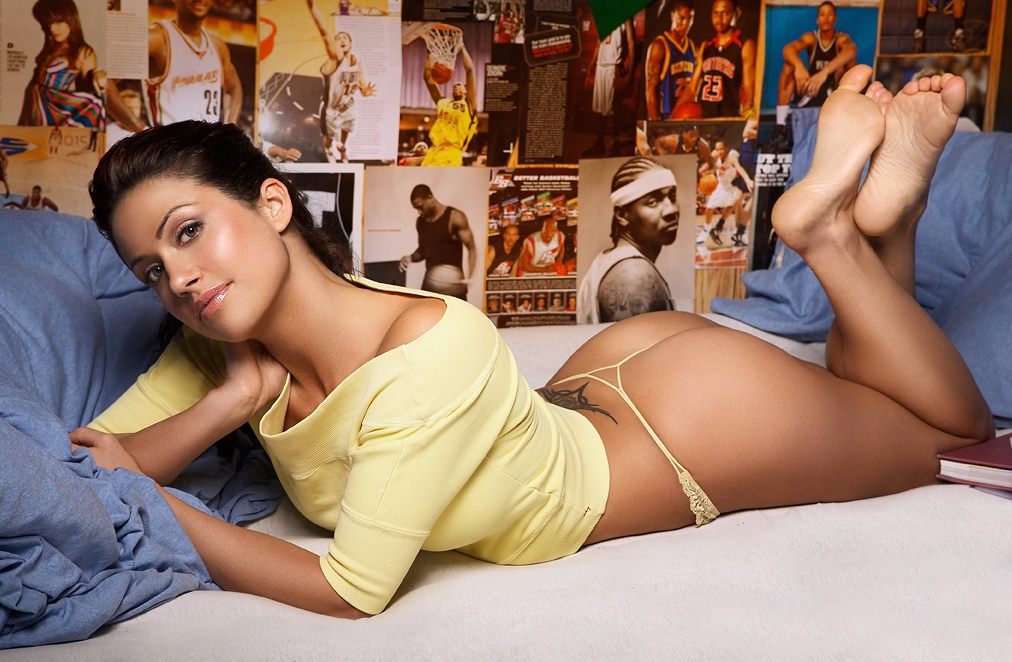
穿著丁字褲的女性

丁字褲（英語：Thong）是指露出臀部的短裤，因為形似「丁」字而得名。丁字褲是一些民族男性傳統穿著的服飾，也會在慶典及比賽中穿著（如台灣達悟族的Kekjit no mehakay、日本的褌）。而現在的男用或女用內褲或泳衣下半身，也常常是丁字褲的型式。
現代丁字褲的前面有會些類似比基尼泳衣的下半身，但後面的布料會少很多。丁字褲會包覆住生殖器、肛门及會陰，但會露出大部份的臀部。丁字褲在腰部有細的布料，並且有布料包覆肛门，穿過兩腿之間，連接到前面。

## 歷史
天氣酷熱的地區在早期於服裝穿着方面以簡單涼爽為主，因此各地都有流行穿着丁字褲的風俗，如臺灣的原住民阿美族、達悟族等部族，在男性服裝方面會穿着麻布製成的丁字褲。
現在流行的丁字褲是由歐美引進，材料有棉、羊毛、絲及各種化學纖維材料，且顏色五花八門，條紋花邊的種類也十分繁多。

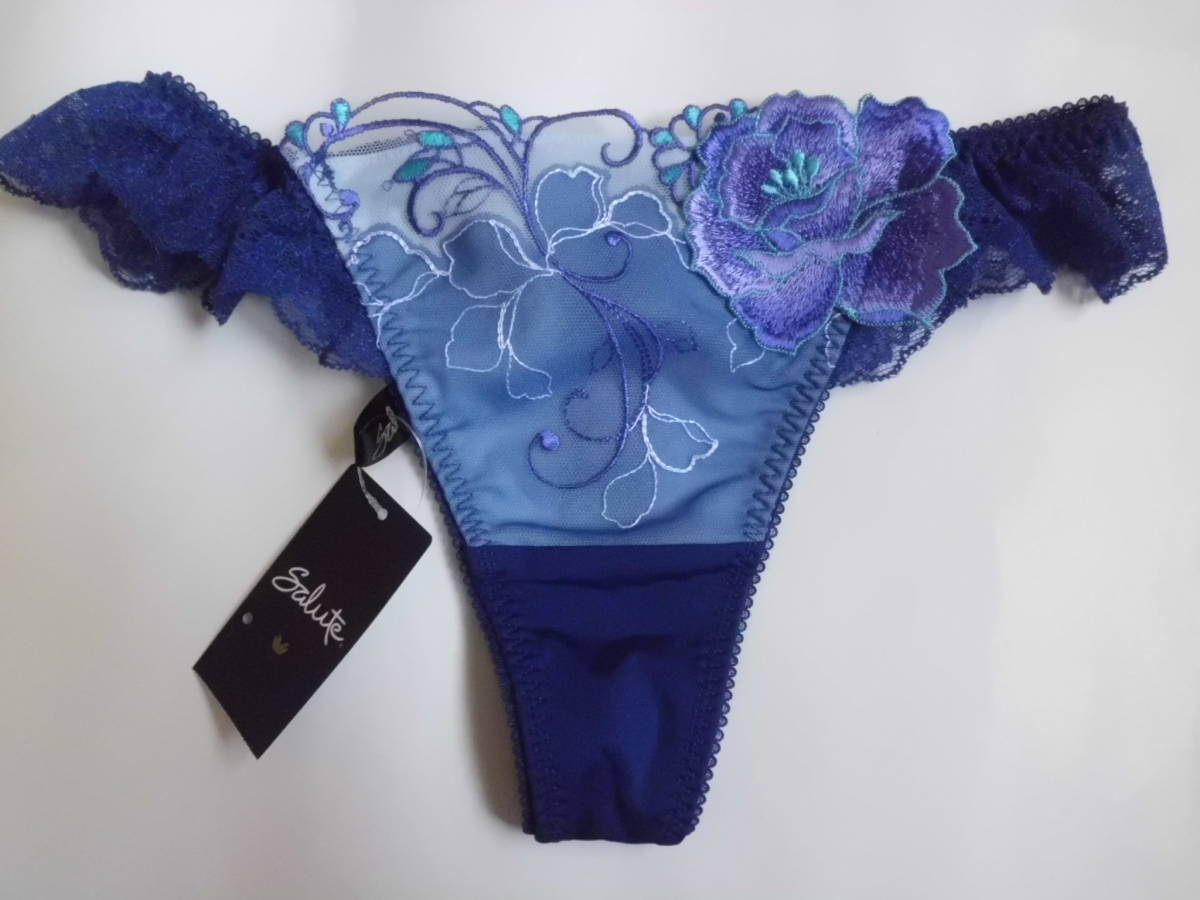
一款刺绣丁字裤的正面
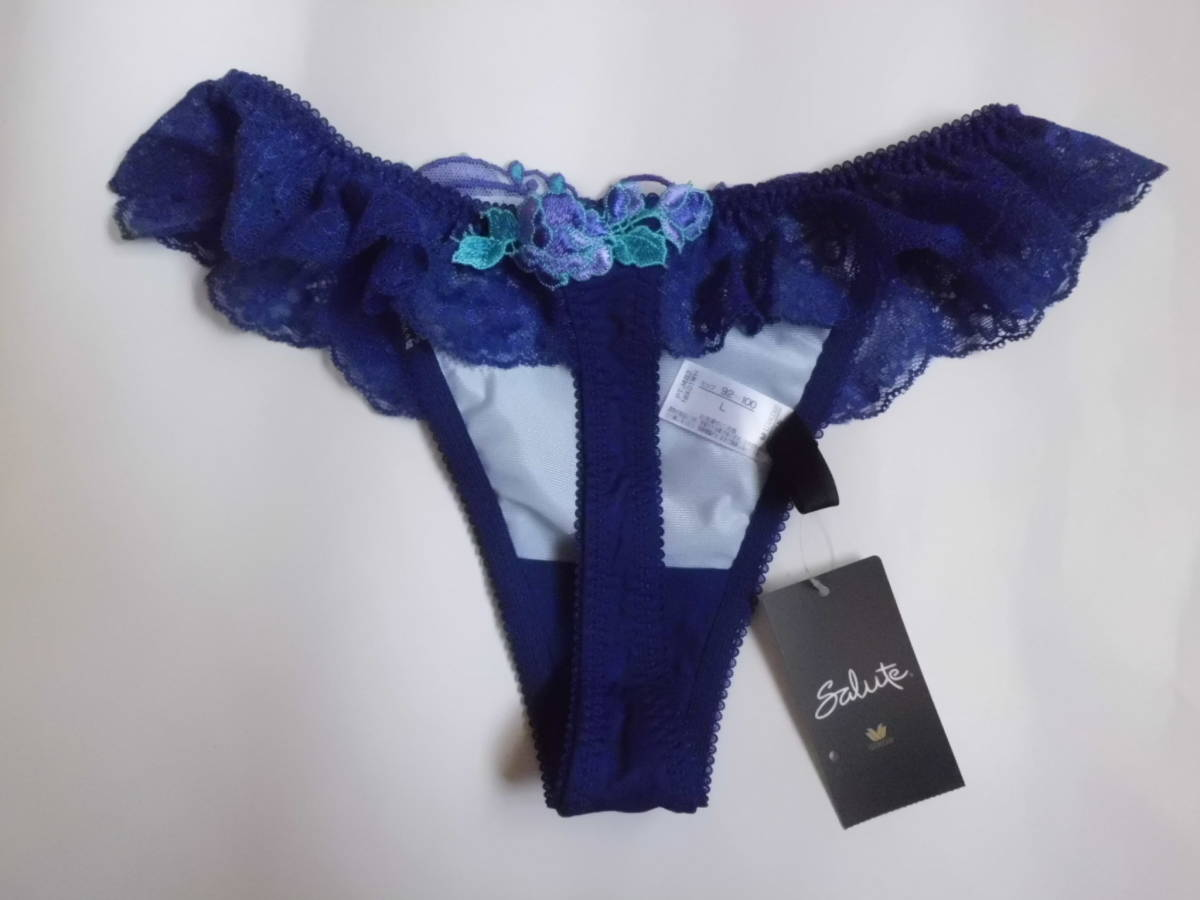
一款刺绣丁字裤的背面